# Cousin Joe
 (novembre 2021).
Cousin Joe, de son vrai nom Pleasant Joseph, est un chanteur et pianiste de blues américain (né le 20 décembre 1907 à Wallace, Paroisse de Saint-Jean-Baptiste en Louisiane et décédé le 2 octobre 1989).

## Biographie
Ses parents déménagent à La Nouvelle-Orléans où, adolescent, il commence à apprendre le ukulélé et la guitare, avant de se consacrer au piano et de devenir une des figures des clubs du quartier français. En 1937, il échoue à enregistrer à New York, mais récidive en 1943 : en juillet 1945, il participe aux légendaires enregistrements "King Jazz" du septet "Mezzrow/Bechet" puis sur divers autres labels dont Philo, Savoy, Signature, Gotham et Decca. À noter que[style à revoir] sur ces premiers enregistrements, il n'était que chanteur et n'avait pas le droit d'utiliser d'instrument (n'étant pas membre du Syndicat des Musiciens New Yorkais.) Il retourne à La Nouvelle-Orléans ("the Land of Soul Food"), ne supportant pas la nourriture new-yorkaise (cf la chanson "I ate so many hot dogs..."). 
Il terminera sa carrière en jouant dans les clubs et cabarets de sa ville, avec les vedettes locales Lee Allen, et l'orchestre de Dave Bartholomew, et tournera en Europe où il enregistrera Bad Luck blues pour Black & Blue.

## Discographie
- 1995 : Jumping at The Jubilee (Sequel) avec Jesse Powell, Ralp Willis, Piney Brown...
- 1995 : The complete vol.1  / 1945-1946 (Blue Moon) avec Sidney Bechet, Sammy Price, Al Sears, Harry Carney...
- 1995 : The complete vol.2  / 1946-1947 (Blue Moon) avec Earl Bostic, Kenny Clarke, John Hardee, Hank Jones...
- 1995 : The complete vol.3  / 1947-1955 (Blue Moon) avec Freddie Kohlman, Elsie Jones...
- 2000 : Bad luck blues  (Black & blue) avec Jimmy Dawkins et Clarence Gatemouth Brown  (enregistré à Toulouse en 1971.)
- 2004 : the blues of Henry Gray & Cousin Joe (Storyville Records)

## Filmographie
- 2005 : the blues of Cousin Joe  Live le 29 août 1984 à La Nouvelle-Orléans  (Storyville films)